# منتزه مرفأ كولد سبرينغ الحكومي
متنزه مرفأ كولد سبرينغ الحكومي، يقع المتنزه على طريق ولاية نيويورك في بلدة هنتنغتون في مقاطعة سوفولك نيويورك.
تم افتتاح المتنزه الجبلي في عام 2000، وتوفر إطلالات خلابة على مرفأ كولد سبرينغ على الشاطئ الشمالي لجزيرة لونغ ايلاند.

## تاريخ
يحتل متنزه مرفأ كولد سبرينغ العام الأراضي التي اشترتها ولاية نيويورك في الستينيات والتي كان من المفترض أصلاً ان تستضيف جزء من الجسر إلى كونيتيكت الذي اقترحه روبرت موسيس
وبعد فشل الجسر في الظهور تم نسيان الأرض إلى حد كبير على الرغم من أنها ظلت تحت اختصاص إدارة الحدائق والترفيه والمحافظة التاريخية بولاية نيويورك وفي نهاية المطاف تم لفت انتباه مسؤولي الدولة من قبل أمين مكتبة يبحث عن مساحة لمكتبة جديدة في مرفأ كولد سبرينغ وتم تخصيصه رسميًا كمتنزه عام 2000.

## وصف
تبلغ مساحة المتنزه 47 أكر ويتكون في الغالب من منحدرات غابات شديدة الانحدار ويهدف إلى الاحتفاظ بطابع طبيعي غير متطور، إنه يسهل الاستجمام وبما في ذلك المشي لمسافات طويلة ومراقبة الطيور ويشمل ذلك البوم ذو القرون الكبيرة والصقور ذات الذيل الأحمر والمشي بالأحذية الثلجية والتزلج الريفي على الثلج
يرتبط المتنزه بيثباج الحكومي بواسطة متنزه تريل فير الحكومي، وتبلغ مساحته 7.4 ميل كما أنه متنزه خطي مبني على يمين الطريق السابق للامتداد الشمالي المقترح لطريق بيثباج ستيت باركواي

## روابط خارجية
- New York State Parks: Cold Spring Harbor State Park